# Kim Mi-hyun
Kim Mi-hyun, född 13 januari 1977 i Incheon, är en sydkoreansk golfspelare. Mi Huyn Kim har spelat in 8,620,511 dollar, vilket gör att hon precis hamnar utanför topp 10 över världens rikaste kvinnliga golfare.